# اپسیلون
اپسیلون (بزرگ: Ε، کوچک: ε; (به یونانی: Έψιλον)) پنجمین حرف الفبای یونانی است که آوا آن در زبان یونانی /e/ است. در سیستم شمارش یونانی مقدار ۵ را دارد که از حرف He  مأخوذ شده‌است. معادل آن در رومی E و در سیریلیک ی است.

## نماد
حرف کوچک اپسیلون به عنوان نماد در موارد زیر به کار می‌رود:
- در ریاضیات برای حد به کار می‌رود.
- در ستاره‌شناسی و در نام‌گذاری بایر، پنجمین ستاره پرنور هر صورت فلکی معمولاً اپسیلون آن به کار می‌رود.
- در الفبای آوایی بین‌المللی(IPA)، به عنوان نمایشگر یک آوای متوسط صدادار به کار می‌رود.
- در ستاره‌شناسی، اپسیلون نام دورترین حلقه اورانوس است.
- در شیمی، به عنوان ضریب کاهش مولی استفاده می‌شود.
- در اقتصاد، ε به عنوان کشش به کار می‌رود.
- در الکترونیک به عنوان ضریب گذردهی الکتریکی خلأ به کار می‌رود.
- در مکانیک مواد به عنوان کرنش (نسبت تغییر طول به طول اولیه) به کار می‌رود.

## نگارخانه

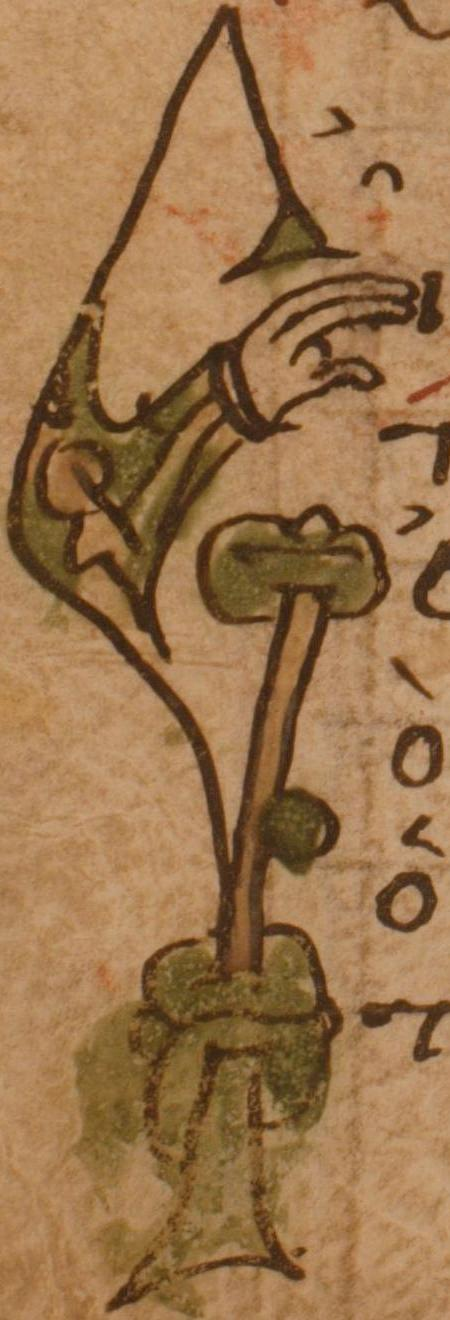
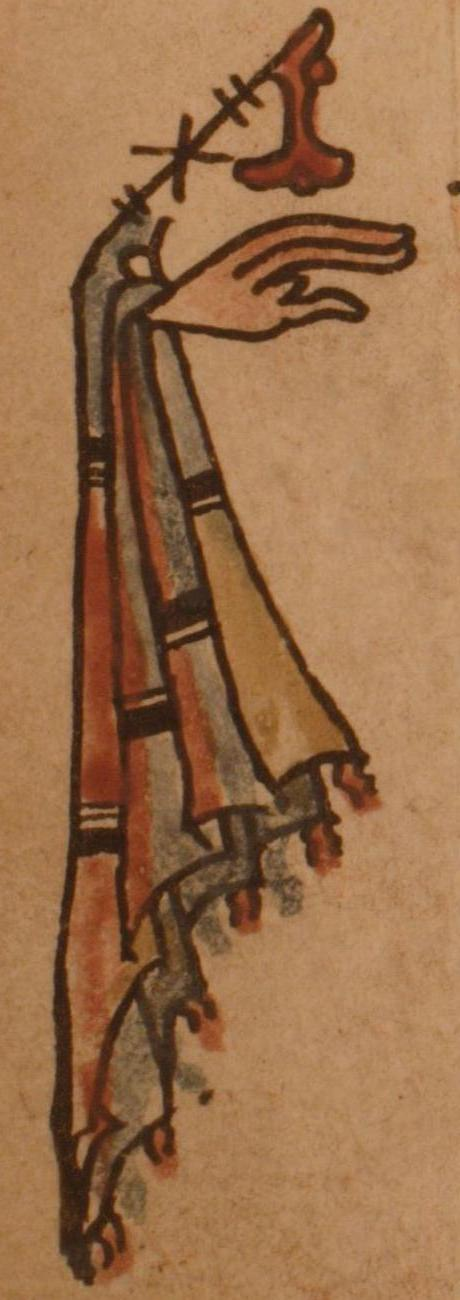
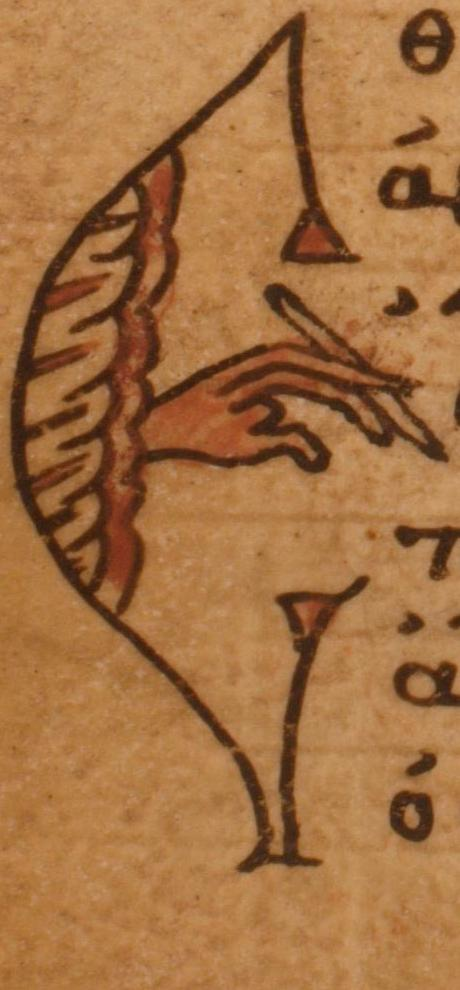